# Георге Андронік
Георге Андронік (рум. Gheorghe Andronic; нар. 25 вересня 1991, Кишинів) — молдовський футболіст, півзахисник клубу «Мілсамі» і національної збірної Молдови.

## Клубна кар'єра
У дорослому футболі дебютував 2008 року виступами за команду клубу «Зімбру», в якій провів один сезон, взявши участь у 23 матчах чемпіонату.
Своєю грою за цю команду привернув увагу представників тренерського штабу клубу «Динамо» (Загреб), до складу якого приєднався 2010 року. Утім не провів за «динамівців» жожної офіційної гри, натомість був відданий в оренду спочатку до московського «Локомотива», а згодом до «Гориці» (Велика Гориця).
Згодом з 2011 по 2013 рік грав у складі шведських «Вернамо» та «Дегерфорс», а також на батьківщині за «Зімбру».
До складу клубу «Мілсамі» приєднався 2013 року. Відтоді встиг відіграти за клуб з Оргієва 47 матчів в національному чемпіонаті.

## Виступи за збірні
У 2010 році залучався до складу молодіжної збірної Молдови. На молодіжному рівні зіграв в одному офіційному матчі.
У 2011 році дебютував в офіційних матчах у складі національної збірної Молдови. Наразі провів у формі головної команди країни 5 матчів, забивши 1 гол.

## Досягнення
- Чемпіон Молдови (1):

«Мілсамі»: 2014/15
- Володар Кубка Молдови (1):

«Мілсамі»: 2017/18
- Володар Суперкубка Молдови (1):

«Мілсамі»: 2019